# Lasioglossum mesembryanthemi
Lasioglossum mesembryanthemi är en biart som först beskrevs av Cockerell 1926.  Lasioglossum mesembryanthemi ingår i släktet smalbin, och familjen vägbin. Inga underarter finns listade i Catalogue of Life.

## Bildgalleri

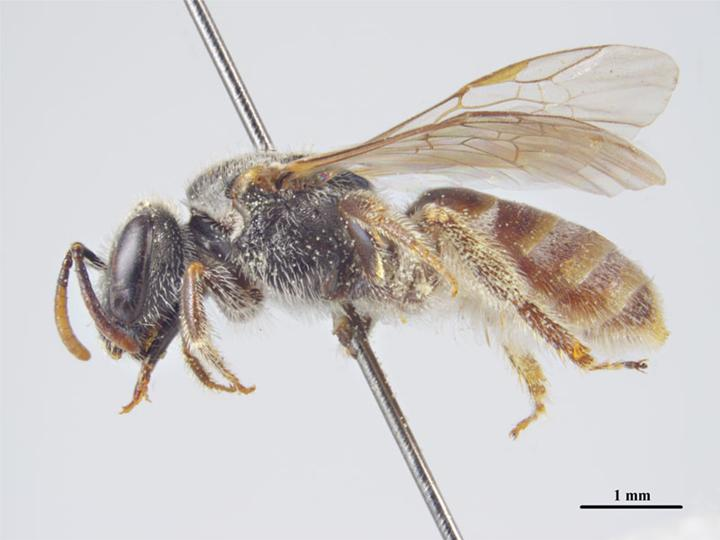
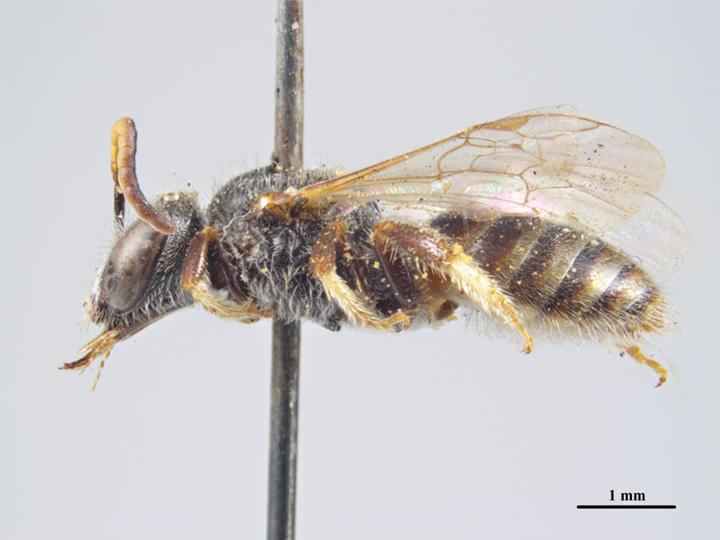